# Tarki
Tarki beziehungsweise Targhu (russisch Тарки, Tarki, kumykisch Таргъу, Targhu) ist eine Siedlung städtischen Typs innerhalb des Stadtkreises von Machatschkala mit 15.356 Einwohnern (Stand 14. Oktober 2010). Tarki war von 1640 bis 1867 Sitz der Schamchale Dagestans.
Bevölkerungsentwicklung
| Jahr | Einwohner |
| ---- | --------- |
| 1959 | 3.765     |
| 1970 | 6.905     |
| 1979 | 8.090     |
| 1989 | 3.743     |
| 2002 | 9.858     |
| 2010 | 15.356    |

Anmerkung: Volkszählungsdaten

## Persönlichkeiten
- Saipulla Absaidow (* 1958), Ringer